# Sous le regard des étoiles
Sous le regard des étoiles (The Stars Look Down) est un roman de A. J. Cronin publié en 1935.

## Résumé
La vie de la mine vue par plusieurs personnages.

## Adaptation cinématographique
- Sous le regard des étoiles, film de Carol Reed, avec Michael Redgrave et Margaret Lockwood (1939).
- Le roman a aussi inspiré le film Billy Elliot